# 陳望道
陳望道（ちん ぼうどう、1891年1月18日 - 1977年10月29日）は、中国の言語学者、修辞学者、教育者。早い時期からの中国共産党員であり、「共産党宣言」を中国語に翻訳した人として知られる。

## 生涯と業績
陳望道は浙江省義烏に生まれ、16歳まで私塾で伝統的な教育を受けた後、近代的な小学校にはいり直し、キリスト教系の之江大学に学んだ。
1915年に日本に留学し、早稲田大学、東洋大学、中央大学で学んだ。中央大学の法学士の学位を得た。早稲田大学では五十嵐力に修辞学を学んだ。
1919年5月に帰国し、杭州の浙江第一師範学校で国文を教えた。この時代には句読点の改良を主張し、新式標点の採用を訴えた。
翌1920年5月には陳独秀の求めに応じて上海に移り、中国共産党の前身であるマルクス主義研究会と共産主義青年団の創立にかかわった。また『新青年』の編集にも加わり、12月からは陳独秀にかわって編集長になった。1922年には文学研究会に参加した。
1920年8月に「共産党宣言」を中国語に翻訳し、上海で出版した。この翻訳は日本語訳からの重訳だったが、多くの版を重ねた。
1920年9月から陳望道は復旦大学の中文系で教え、また陳独秀が1922年に開校した上海大学（同名の今の大学とは別）でも教えた。上海クーデターで上海大学が廃校になると、中華芸術大学に移ったが、1930年に中華芸術大学も廃校になった。
陳望道は多才であり、1926年に『美学概論』、1930年に『因明学』を出版している。
1932年に『修辞学発凡』を自ら創立した大江書舗から出版した。この書物は中国最初の科学的な修辞学の書物として評価が高く、文法学における『馬氏文通』に比される。
その後、1933年から安徽大学、1935年から広西大学で教えた。1934年には陳子展・胡愈之・葉紹鈞・茅盾らと大衆語運動を起こした。
日中戦争がはじまると上海に戻って共産党の地下活動を行う一方、ラテン化新文字を支持する運動を行った。1939年からは重慶に疎開していた復旦大学で教えた。この時期には中国語文法理論の改革に関する多くの論文を発表しており、1943年に多数の作者による論文集『中国文法革新論叢』を編集出版した。
戦後は上海に戻った。中華人民共和国成立後、1952年には復旦大学の校長に就任し、没するまでその職にあった。
1960年に舒新城が没すると、『辞海』編集長の任務を引き継いだ。1965年に『辞海』の未定稿版を内部出版するが、文化大革命が勃発したため、実際に出版されたのは陳望道の没後だった。文化大革命では周恩来が積極的に陳望道を保護した結果、あまりひどい暴行を受けずにすんだという。
最晩年に書かれた『文法簡論』は、没後の1978年に出版された。